# 密穗薹草
密穗薹草（学名：Carex pycnostachya）为莎草科薹草属的植物。分布于俄罗斯、蒙古西北部以及中国大陆的新疆等地，生长于海拔1,800米至3,100米的地区，多生于山坡草地，目前尚未由人工引种栽培。